# Eberhard Diepgen
Eberhard Diepgen, né le 13 novembre 1941 à Berlin-Pankow, est un homme politique allemand de l'Union chrétienne-démocrate d'Allemagne (CDU).
Formé en droit à l'université libre de Berlin, il s'engage en politique à 20 ans. En 1971, il se fait élire membre de la Chambre des députés de Berlin, où il devient président du groupe CDU en 1980.
Il est choisi comme nouveau bourgmestre-gouverneur de Berlin-Ouest en février 1984, à la tête d'une majorité avec les libéraux. Les élections qui se tiennent l'année suivante le confirment au pouvoir.
Il est renvoyé dans l'opposition entre mars 1989 et janvier 1991. Après cet intermède, il reprend le pouvoir au moyen d'une « grande coalition » avec les sociaux-démocrates. Cette alliance se rompt en juin 2001, du fait d'un scandale bancaire impliquant son plus proche collaborateur et ami.
Ayant échoué à devenir député fédéral en septembre 2005, il manœuvre au sein de la CDU berlinoise au profit de Frank Henkel quelque temps plus tard, profitant de son poste de président d'honneur. Il se retire ensuite du jeu politique et exerce la profession d'avocat.

## Jeunesse et débuts en politique
Il grandit dans le quartier de Berlin-Wedding et passe son Abitur en 1960. Il s'inscrit alors à l'université libre de Berlin (FUB) pour y étudier le droit.
L'année 1962 est celle de son engagement politique : il rejoint la CDU et le Cercle des étudiants chrétiens-démocrates (RCDS). Il devient l'année suivante président de la commission générale des étudiants (AStA) de la FUB.
C'est au cours de ses études qu'il fait la connaissance de Klaus-Rüdiger Landowsky, plus tard perçu comme son éminence grise.

## Ascension dans la CDU ouest-berlinoise
Ayant passé son premier examen juridique d'État en 1967, il se rapproche de Peter Lorenz, devenu président de la CDU de Berlin-Ouest en 1969. Ainsi, en mars 1971, il est élu à 29 ans membre de la Chambre des députés de Berlin, puis il intègre le comité directeur régional du parti. Pour ce premier mandat, il préside la commission de l'Éducation.
Il réussit son second examen juridique d'État l'année suivante et devient alors avocat.
Réélu député en 1975 et 1979, il est choisi comme président du groupe parlementaire en décembre 1980. À la suite des élections du 10 mai 1981, qui donnent à sa formation une très forte majorité relative, il est reconduit dans ses fonctions, puis nommé vice-président régional de la CDU sous l'autorité de Richard von Weizsäcker.
Lors d'un congrès convoqué en décembre 1983, il prend la suite de ce dernier dans les fonctions de président de la fédération CDU de Berlin-Ouest.

## Bourgmestre-gouverneur de Berlin

### Cinq ans en coalition avec les libéraux

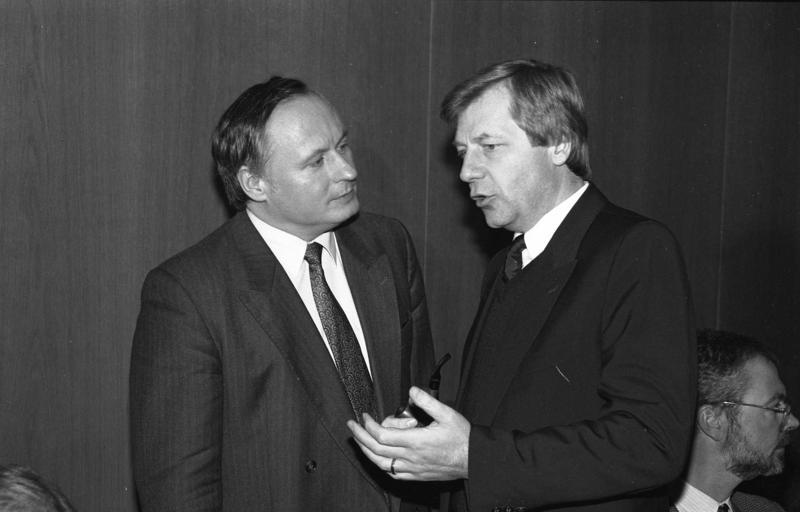
Eberhard Diepgen avec le ministre-président de la Sarre Oskar Lafontaine en décembre 1986.

Après que Weizsäcker a été choisi par Helmut Kohl comme candidat à la présidence fédérale, il est choisi pour prendre sa succession au détriment de Hanna-Renate Laurien, soutenue par Kohl.
Le 9 février 1984, à 42 ans, Eberhard Diepgen est investi bourgmestre-gouverneur de Berlin-Ouest. Il maintient alors au pouvoir la « coalition noire-jaune » formée avec le Parti libéral-démocrate (FDP). C'est la seule fois depuis la fin de la guerre que deux chrétiens-démocrates se succèdent à la tête du gouvernement berlinois.
À l'occasion des élections du 10 mars 1985, il conduit la campagne de la CDU et parvient à sécuriser la première place de son parti, avec 46,4 % des voix et 69 députés sur 144. Ce recul d'un point et demi est compensé par la progression de l'ordre de deux points et demi du FDP. En conséquence, est formé son deuxième gouvernement le 18 avril.
Lors d'un remaniement orchestré le 17 avril 1986, il promeut la sénatrice à l'Éducation Hanna-Renate Laurien bourgmestre, c'est-à-dire numéro deux de l'exécutif. C'est la première fois qu'une femme atteint un tel niveau de responsabilités à Berlin-Ouest.

### Court intermède dans l'opposition

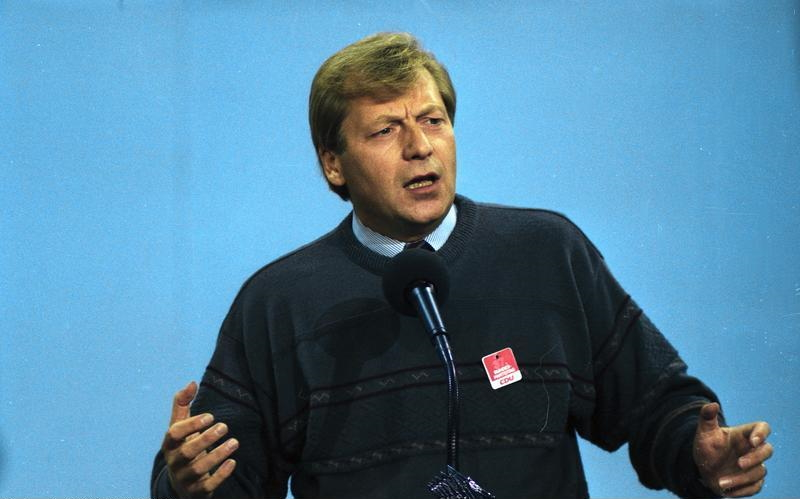
Eberhard Diepgen intervenant au congrès fédéral de la CDU à Brême en septembre 1989.

Candidat à un troisième mandat, il subit un sérieux revers aux élections du 29 janvier 1989. Avec seulement 37,7 % des suffrages, la CDU recule de plus de huit points et devance le Parti social-démocrate d'Allemagne (SPD) de seulement 0,4 points. Ce score est le plus mauvais depuis vingt-cinq ans. Pire, son partenaire du FDP échoue à franchir la barre des 5 %, privant Diepgen de toute majorité. Face à lui, le social-démocrate Walter Momper parvient à former une « coalition rouge-verte » avec la Liste alternative pour la démocratie et la protection de l'environnement (AL). Il doit donc quitter ses fonctions le 16 mars, reprenant son poste de président du groupe parlementaire.

### Dix années de grande coalition

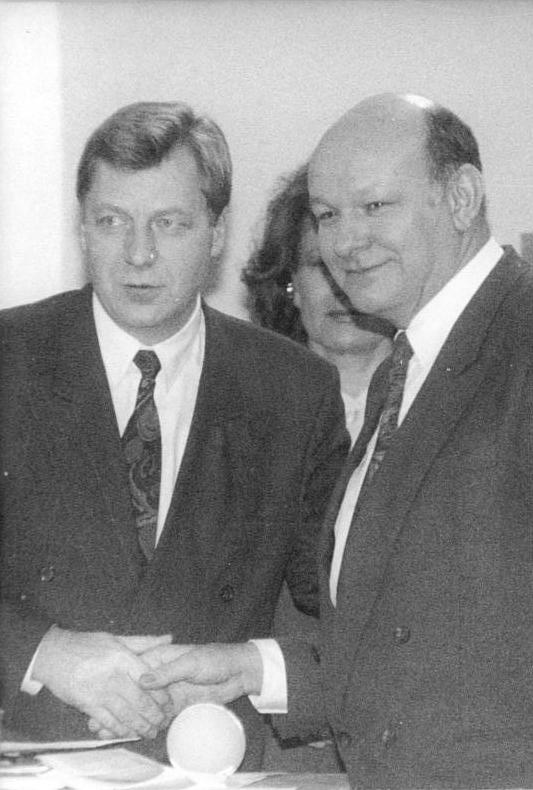
Walter Momper saluant Eberhard Diepgen au soir des élections de 1990.

Avec la chute du Mur de Berlin et ses bouleversements, des élections anticipées sont convoquées dans la ville réunifiée le 2 décembre 1990. Bien que les chrétiens-démocrates totalisent 40,4 % des voix, soit 101 sièges sur 241, et que les libéraux-démocrates soient de retour à la Chambre des députés, une réédition de la coalition noire-jaune serait minoritaire, à deux sièges. La gauche ne pouvant s'unir, Eberhard Diepgen fait le choix de constituer une « grande coalition » avec le SPD, une première depuis près de trente ans. À cette occasion, son ami très proche Klaus-Rüdiger Landowsky prend sa succession à la présidence du groupe parlementaire.
Les élections du 22 octobre 1995 confirment la majorité sortante. Si la CDU reste en tête avec 37,4 % et que les sociaux-démocrates reculent à 23,6 %, le FDP disparaît du Parlement et l'union des forces de gauche reste impossible, ce qui lui assure un quatrième mandat. La situation se répète au cours du scrutin anticipé du 10 octobre 1999, qui voit 40,7 % des exprimés se porter sur la CDU, contre à peine 22,4 % sur le SPD. Pour la formation de son cinquième cabinet, il prend le poste de sénateur à la Justice, devant l'incapacité des deux partenaires à trouver un accord sur ce portefeuille, ce qui entraîne des critiques des juges, procureurs et avocats.

### Scandale et motion de censure
Le 7 juin 2001, les sociaux-démocrates mettent fin à l'alliance, existant depuis près de dix ans, à la suite du scandale de la quasi-faillite de la banque publique régionale « Bankgesellschaft Berlin », dont le principal dirigeant n'est autre que Landowsky. Prise dans la crise immobilière, son renflouement coûterait en effet trois milliards d'euros à une ville déjà fortement endettée du fait du coût de la réunification allemande et de la baisse des larges subventions dont elle bénéficiait à l'époque de la guerre froide.
À peine neuf jours plus tard, à la suite d'une coalition entre les forces de la gauche parlementaire, une motion de censure entraîne sa chute, suivie par l'investiture du social-démocrate Klaus Wowereit. Le 1er novembre, ce dernier prend la présidence tournante du Conseil fédéral. Ainsi, malgré le fait qu'il ait dirigé pendant 15 ans et six mois le gouvernement de la ville-Land, soit le record à ce poste, Eberhard Diepgen n'a jamais pu exercer la présidence de la chambre des Länder.

## Passage en retrait de la politique
Aux élections anticipées du 21 octobre 2001, il refuse de se présenter pour une sixième fois comme chef de file chrétien-démocrate et même d'être candidat lors de ce scrutin. L'année suivante, après avoir abandonné la présidence de la fédération du parti dans la capitale allemande, il refuse une place sur la liste régionale de la CDU à Berlin pour les élections législatives fédérales du 22 septembre. Parallèlement, il commence sa carrière d'avocat, profession qu'il n'avait jamais exercée bien qu'en ayant le droit depuis 1972.
Retiré de la vie politique, il accepte de se présenter aux élections législatives fédérales anticipées du 18 septembre 2005, au scrutin majoritaire dans la quatre-vingt-troisième circonscription fédérale. Il recueille 36,6 % des voix, contre 39,3 % au social-démocrate sortant, Ditmar Staffelt, qui se voit ainsi réélu. Ayant de nouveau refusé d'occuper une place sur la liste régionale, il ne retourne donc pas au Bundestag.
Nommé en 2004 président d'honneur de la CDU de Berlin, il s'est servi de ce poste, en principe purement honorifique, pour favoriser l'ascension de son ancien chef de cabinet, Frank Henkel. Il a ainsi assuré son élection à la présidence du groupe parlementaire régional contre le titulaire du poste, Friedbert Pflüger, puis à la tête de la fédération régionale à la place du sortant Ingo Schmitt, au cours de l'année 2008.
Il s'est vu décerner, en octobre 2007, l'ordre du mérite de Berlin par son successeur, Klaus Wowereit.

## Vie privée
Il vit aujourd'hui à Berlin, en compagnie de sa femme Monika. Le couple a eu un fils et une fille, tous les deux adultes. Son grand-père est l'historien de la médecine Paul Diepgen.

## Filmographie
- 1963 : Monde de nuit (Il mondo di notte numero 3) de Gianni Proia